# Filosofia (lletra tipogràfica)
Filosofia és un  tipus de lletra, creada per la tipògrafa Zuzana Licko nascuda l'any 1961, a Bratislava, República Eslovaca. Aquesta tipografia va néixer de l'admiració de Zuzana cap a la tipografia Bodoni i les seves formes elegants. Tot i així, aquesta tipografia conté un gran contrast i sovint no té una bona llegibilitat en mides petites.

## Classificació
Aquesta és una tipografia Moderna amb Serif. Va ser publicada per la foneria Emigre l'any 1996 i la seva primera aparició va ser al cartell que Massimo Vignelli va crear per a la promoció d'aquesta tipografia. En aquell cartell apareixia en lletres grans la frase "It's Their Bodoni" (és la seva Bodoni).

## Inspiració
Moltes de les versions de la Bodoni que van treure les diferents foses van reflectir la gran varietat de la feina d'aquest tipògraf, que va començar utilitzant com a models les tipografies de Fournier, desenvolupant a poc a poc un estil personal que va donar lloc al que avui anomenem estil Modern. Aquesta evolució que van experimentar les tipografies de Bodoni cap a la simetria, simplicitat i geometria pot explicar els revivals excessivament geomètrics que va patir aquesta tipografia, que fins i tot van arribar més lluny del que va arribar Bodoni. Aquests redissenys contenien diferents variacions optimitzades per a diverses mides per a mantenir les seves característiques i llegibilitat tant a les mides més grans com a les més petites.
Amb l'arribada de la fotografia i, posteriorment, la informàtica al món tipogràfic, aquestes optimitzacions es van perdre, en ser molt més fàcil i econòmic escalar un únic model tipogràfic.
Encara i tot, és necessari en certs dissenys com la Bodoni, el disseny de diferents variacions segons la mida i l'aplicació a la que està destinada. La Filosofia és la interpretació personal de Zuzana, on es pot apreciar la seva preferència geomètrica, mantenint al mateix temps moltes de les seves característiques originals per a la seva òptima impressió. La versió Regular està optimitzada per textos, reduint el contrast per augmentar la llegibilitat en mides petites. La Filosofía Grand és una variant molt més delicada i refinada, pensada per aplicacions com els titulars.

## Emigre
La revista Emigré va ser creada per Rudy VanderLans (dissenyador d'origen holandès), en conjunt amb la seva dona Zuzana Licko. Els primers exemplars parlaven del concepte d'émigré (paraula francesa per a descriure a la gent que marxa a viure a un altre país), tractant temes com les fronteres, la cultura internacional i l'alienació. Igualment, la música i la tipografia van ser els dos temes amb els quals la revista es va acabar definint. En total es van publicar 69 números (1984 - 2005) amb una periodicitat variable. Emigre es va convertir en l'òrgan de difusió dels corrents postmoderns en el disseny gràfic i va tenir una influència molt destacada en la pràctica professional i l'ensenyament.
Emigré, no només va servir per a portar a escena els discursos contemporanis sobre disseny gràfic, sinó que es va convertir en una plataforma d'experimentació formal que, també, va promoure el recent negoci de les tipografies que Licko facturava.